# Eumorpha trigon
Eumorpha trigon är en fjärilsart som beskrevs av Gehlen. 1926. Eumorpha trigon ingår i släktet Eumorpha och familjen svärmare. Inga underarter finns listade i Catalogue of Life.